# Nekrolog Oktober 2010
Nekrolog
◄◄
| ◄
| 2006
| 2007
| 2008
| 2009
| 2010 | 2011 | 2012 | 2013 | 2014 | ► | ►►
Januar |
Februar |
März |
April |
Mai |
Juni |
Juli |
August |
September |
Oktober |
November |
Dezember 2010
Weitere Ereignisse | Allgemeiner Nekrolog 2010
Die Beschreibung der verstorbenen Person sollte so kurz wie möglich gehalten sein und nur deren signifikante Tätigkeit(en) enthalten.
Neue Namen ggf. auch unter dem Geburts- und Sterbedatum, also etwa unter 1. Januar und im Geburts- und Sterbejahr (2024) eintragen (nur bei entsprechender großer Wichtigkeit). Für Beispiele siehe die schon vorhandenen Artikel.
Außerdem über die fünf zuletzt Verstorbenen, zu denen es einen ausreichend guten Artikel für eine Präsentation auf der Hauptseite gibt, nach der todesbedingten Überarbeitung der Artikel ggf. auch unter Wikipedia Diskussion:Hauptseite informieren und sie am besten auch in den anderen Wikipedia-Sprachversionen eintragen. Tipp: Regelmäßig bei news.google.de nach „ist tot“, „gestorben“ oder „verstorben“ suchen.
Wenn eine Person gestorben ist, gibt es viele Seiten zu dieser Person in der Wikipedia, die davon auch betroffen sind und entsprechend aktualisiert werden müssen. Beispiele: Namenübersichtsseite, Geburtsjahr, Geburtsort-Seiten und viele mehr.
Wie finde ich die betroffenen Seiten?
Im Suchfeld auf der linken Seite gibt man den Suchbegriff so ein: „Vorname Nachname“. Dann klickt man auf Volltext und alle Seiten mit entsprechendem Suchtext werden aufgerufen. Hier sieht man dann schnell, wo auch das Todesjahr Sinn macht oder sogar ein Teil des Artikels angepasst werden muss. Auch hilft das „Werkzeug“ auf der linken Seite sehr gut, um solche Seiten aufzufinden: „Links auf diese Seite“. Somit ist die Wikipedia wieder aktuell in allen Bereichen! Hinweis: bei Eintragung der Kategorie „Gestorben JAHR“ wird der Missbrauchsfilter 49 ausgelöst, was jedoch nicht schlimm ist. Siehe: Spezial:Missbrauchsfilter/49
Dies ist eine Liste von im Oktober 2010 verstorbenen bekannten Persönlichkeiten. Die Einträge erfolgen innerhalb der einzelnen Daten alphabetisch sortiert. Tiere sind im Nekrolog für Tiere zu finden.

## Oktober
| Tag           | Name                                     | Beruf, bekannt als | Alter      | Beleg  |
| ------------- | ---------------------------------------- | --- | ---------- | ------ |
| 1. Oktober    | Georgi Arbatow                           | russischer Politologe | 87         | [ 1 ]  |
| 1. Oktober    | Modeste Van den Bogaert                  | belgischer Unternehmer | 88         |        |
| 1. Oktober    | Fred Bunao                               | philippinischer Dichter | 84         |        |
| 1. Oktober    | Dezső Bundzsák                           | ungarischer Fußballspieler | 82         |        |
| 1. Oktober    | Charles Caruana                          | römisch-katholischer Bischof von Gibraltar                                                                                       | 77         |        |
| 1. Oktober    | Audouin Dollfus                          | französischer Astronom | 85         |        |
| 1. Oktober    | José Ángel Ezcurra                       | spanischer Journalist | 89         |        |
| 1. Oktober    | Friedrich Flohr                          | deutscher Mathematiker | 83         |        |
| 1. Oktober    | Ad van Gils                              | niederländischer Autor | 79         |        |
| 1. Oktober    | Hama Jaza                                | kurdischer Sänger | 60/61      |        |
| 1. Oktober    | Gerard Labuda                            | polnischer Historiker | 93         |        |
| 1. Oktober    | Jules Mambo                              | kongolesischer Journalist | ?          |        |
| 1. Oktober    | Michel Mathieu                           | französischer Diplomat | 66         |        |
| 1. Oktober    | Hanna Neumeister                         | deutsche Politikerin | 90         | [ 2 ]  |
| 1. Oktober    | William W. Norton                        | US-amerikanischer Drehbuchautor                                                                                                  | 85         |        |
| 1. Oktober    | Mario Pais de Libera                     | italienischer Künstler | 89         |        |
| 1. Oktober    | William C. Patrick III                   | US-amerikanischer Biowaffenexperte                                                                                               | 84         |        |
| 1. Oktober    | Philippe Robrieux                        | französischer Historiker | 74         |        |
| 1. Oktober    | Michail Roschtschin                      | russischer Dramatiker und Drehbuchautor                                                                                          | 77         |        |
| 1. Oktober    | Phillips Talbot                          | US-amerikanischer Journalist und Diplomat                                                                                        | 95         |        |
| 1. Oktober    | Miguel Ángel Velasco                     | spanischer Schriftsteller | 47         |        |
| 1. Oktober    | Harmen Wind                              | niederländischer Schriftsteller                                                                                                  | 64         |        |
| 1. Oktober    | Nicola Zitara                            | italienischer Schriftsteller und Journalist                                                                                      | 83         |        |
| 2. Oktober    | Ana Matilde Aybar                        | argentinische Künstlerin | 74         |        |
| 2. Oktober    | Georg Bollenbeck                         | deutscher Germanist und Kulturwissenschaftler                                                                                    | 62         |        |
| 2. Oktober    | Brenda Cowling                           | britische Schauspielerin | 74/75      |        |
| 2. Oktober    | Trevor Fleming                           | nordirischer Gitarrist | ?          |        |
| 2. Oktober    | María Haydeé Flores Rivas                | nicaraguanische Juristin | ?          |        |
| 2. Oktober    | Joseph Fofé                              | kamerunischer Politiker | 74         |        |
| 2. Oktober    | Robert Goodnough                         | US-amerikanischer Maler des Abstrakten Expressionismus und des Color Field Painting                                              | 92         |        |
| 2. Oktober    | Kilian Hennessy                          | französischer Geschäftsmann | 103        |        |
| 2. Oktober    | Galija Ismailowa                         | usbekische Ballerina | 87         |        |
| 2. Oktober    | Arthur Jarvinen                          | US-amerikanischer Perkussionist, Bassist und Komponist                                                                           | 54         |        |
| 2. Oktober    | Roger Joubert                            | kanadischer Schauspieler und Pianist                                                                                             | 81         |        |
| 2. Oktober    | Horst E. Kipper                          | deutscher Aquarianer |            |        |
| 2. Oktober    | Kwa Geok Choo                            | singapurische First Lady | 89         |        |
| 2. Oktober    | Wolfgang Niescher                        | deutscher Handballspieler | 76         |        |
| 2. Oktober    | Johannes Spalt                           | österreichischer Architekt | 90         | [ 3 ]  |
| 2. Oktober    | Heinz Günter Viehe                       | deutscher Chemiker | 81         |        |
| 2. Oktober    | Kjell Westling                           | schwedischer Musiker und Komponist                                                                                               | 67         |        |
| 2. Oktober    | Harald Wust                              | deutscher General | 89         | FAZ    |
| 3. Oktober    | Aníbal Arias                             | argentinischer Musiker | 88         |        |
| 3. Oktober    | Gerdemie Basseng                         | deutsches Tanzmariechen | 72         |        |
| 3. Oktober    | Jean Bourdier                            | französischer Journalist | 78         |        |
| 3. Oktober    | Henri Brouillet                          | kanadischer Mediziner | 94         |        |
| 3. Oktober    | Renaud Ecalle                            | französischer Kunstflieger | 29         |        |
| 3. Oktober    | Mansur Escudero                          | spanischer Muslimenvertreter | 63         |        |
| 3. Oktober    | Philippa Foot                            | britische Philosophin | 90         |        |
| 3. Oktober    | Helga Göring                             | deutsche Schauspielerin | 88         | [ 4 ]  |
| 3. Oktober    | Campbell Scotty Hood                     | US-amerikanischer Jazz-Bassist                                                                                                   | 76         |        |
| 3. Oktober    | Claude Lefort                            | französischer Philosoph | 85/86      |        |
| 3. Oktober    | Franz Mack                               | deutscher Unternehmer | 89         |        |
| 3. Oktober    | Walter Nones                             | italienischer Bergsteiger | 38         | [ 5 ]  |
| 3. Oktober    | Eddie Platt                              | US-amerikanischer Saxophonist | 88         |        |
| 3. Oktober    | Steve Richko                             | US-amerikanischer Jazz-Pianist                                                                                                   | 33         |        |
| 3. Oktober    | Nelson Rivera                            | salvadorianischer Fußballspieler                                                                                                 | 19         |        |
| 3. Oktober    | Abraham Sarmiento                        | philippinischer Jurist | 88         |        |
| 3. Oktober    | Rudolf Sperner                           | deutscher Gewerkschafter | 91         |        |
| 3. Oktober    | Manuel Terrón                            | spanischer Maler | ≈80        |        |
| 3. Oktober    | Michael Thamm                            | deutscher Hörfunk- und Fernsehjournalist                                                                                         | 53         |        |
| 3. Oktober    | Armand Tungulu                           | kongolesischer Oppositioneller                                                                                                   | ?          |        |
| 3. Oktober    | Cristian Van Opstal                      | argentinischer Journalist | 51         |        |
| 3. Oktober    | Dianne Whalen                            | kanadische Politikerin | ?          |        |
| 3. Oktober    | Ed Wilson                                | brasilianischer Sänger | 65         |        |
| 4. Oktober    | Ciro Anzola                              | venezolanischer Journalist und Radiomoderator                                                                                    | 50         |        |
| 4. Oktober    | David Cronin                             | US-amerikanischer Pilot | 81         |        |
| 4. Oktober    | Alfonso Grados Bertorini                 | peruanischer Politiker und Sportjournalist                                                                                       | 85         |        |
| 4. Oktober    | Hans-Jörg Kannegießer                    | deutscher Politiker | 66         |        |
| 4. Oktober    | Miguel Mukdise                           | argentinischer Politiker | 39         |        |
| 4. Oktober    | Persia Norberto                          | dominikanische Politikerin | 73         |        |
| 4. Oktober    | Helmut Ottenjann                         | deutscher Historiker | 79         |        |
| 4. Oktober    | Martha Ribi                              | Schweizer Politikerin | 94         |        |
| 4. Oktober    | Gregorio Ros                             | spanischer Maskenbildner | ?          |        |
| 4. Oktober    | Josef Rötzer                             | österreichischer Arzt | 90         |        |
| 4. Oktober ?  | Yusif Rüstəmov                           | aserbaidschanischer Soziologe | 78         |        |
| 4. Oktober    | Raúl Vallejo                             | venezolanischer Journalist und Radiomoderator                                                                                    | ?          |        |
| 4. Oktober    | Peter Warr                               | britischer Rennfahrer | 72         |        |
| 4. Oktober    | Norman Wisdom                            | britischer Schauspieler | 95         |        |
| 4. Oktober    | Ehrenfried Wydra                         | deutscher Fußballspieler | 84         |        |
| 5. Oktober    | Roy Ward Baker                           | britischer Filmregisseur | 93         |        |
| 5. Oktober    | Jack Berntsen                            | norwegischer Philologe und Sänger                                                                                                | 69         |        |
| 5. Oktober    | Stan Bisset                              | australischer Rugbyspieler | 98         |        |
| 5. Oktober    | Hanno Brühl                              | deutscher Regisseur | 73         |        |
| 5. Oktober    | Bernard Clavel                           | französischer Schriftsteller | 87         |        |
| 5. Oktober    | Robert Dietl                             | österreichischer Volksschauspieler                                                                                               | 78         |        |
| 5. Oktober    | Wolfgang Engel                           | deutscher Mathematiker | 82         |        |
| 5. Oktober    | György Fürtös                            | ungarischer Künstler | 71         |        |
| 5. Oktober    | Leona Gage                               | US-amerikanische Schönheitskönigin                                                                                               | 71         |        |
| 5. Oktober    | Hans Ulrich Graf                         | Schweizer Politiker und Verleger                                                                                                 | 88         |        |
| 5. Oktober    | Anne-Lise Grobéty                        | Schweizer Schriftstellerin | 60         |        |
| 5. Oktober    | José María Hernández                     | dominikanischer Politiker und Unternehmer                                                                                        | ?          |        |
| 5. Oktober    | Moss Keane                               | irischer Rugbyspieler | 62         |        |
| 5. Oktober    | Jānis Klovāns                            | lettischer Schachspieler | 75         |        |
| 5. Oktober    | Arno Kuhn                                | deutscher Politiker | 76         |        |
| 5. Oktober    | Steve Lee                                | Schweizer Musiker | 47         |        |
| 5. Oktober    | François Lefeuvre                        | französischer Politiker | 78         |        |
| 5. Oktober    | Julio Parise Loro                        | italienischer Bischof | 90         |        |
| 5. Oktober    | Karen McCarthy                           | US-amerikanische Politikerin | 63         |        |
| 5. Oktober    | Peter Meisel                             | deutscher Musikverleger und Produzent                                                                                            | 75         |        |
| 5. Oktober    | Børge Raahauge Nielsen                   | dänischer Ruderer | 90         |        |
| 5. Oktober    | Manuel Salamanca                         | chilenischer Fußballspieler | 83         |        |
| 5. Oktober    | Georges Salomon                          | französischer Unternehmer | 84         |        |
| 5. Oktober    | William Shakespeare                      | australischer Musiker | 61         |        |
| 5. Oktober    | Benno Weiser Varon                       | israelischer Diplomat und Journalist                                                                                             | 97         |        |
| 5. Oktober    | Hermann Witting                          | deutscher Mathematiker | 83         |        |
| 6. Oktober    | Sergio Calore                            | italienischer Terrorist | 58         |        |
| 6. Oktober    | Asis Abraham Dáguer                      | libanesisch-mexikanischer Unternehmer                                                                                            | 90         |        |
| 6. Oktober    | Jean Debuf                               | französischer Gewichtheber | 86         |        |
| 6. Oktober    | Lex van Delden                           | niederländischer Schauspieler | 63         |        |
| 6. Oktober    | Serge Ermoll                             | australischer Jazzmusiker | 67         |        |
| 6. Oktober    | Salvatore Galletti                       | italienischer Künstler | 87         | [ 6 ]  |
| 6. Oktober    | Rhys Llywelyn Isaac                      | südafrikanisch-australischer Historiker                                                                                          | 72         |        |
| 6. Oktober    | Antonie Kamerling                        | niederländischer Schauspieler und Sänger                                                                                         | 44         |        |
| 6. Oktober    | Ralph Kercheval                          | US-amerikanischer American-Football-Spieler                                                                                      | 98         |        |
| 6. Oktober    | Horacio Larrosa                          | argentinischer Journalist und Fernsehproduzent                                                                                   | 66         |        |
| 6. Oktober    | Virginia Pérez-Ratton                    | costa-ricanische Künstlerin | 60         | [ 7 ]  |
| 6. Oktober    | Colette Renard                           | französische Sängerin und Schauspielerin                                                                                         | 85         |        |
| 6. Oktober    | Francisco Román Gutiérrez                | mexikanischer Journalist | 50         |        |
| 6. Oktober    | David Rowbotham                          | australischer Dichter | 86         |        |
| 6. Oktober    | Giorgio Sereni                           | italienischer Fußballspieler | 75         |        |
| 6. Oktober    | Morikazu Toda                            | japanischer Physiker | 92         | [ 8 ]  |
| 6. Oktober    | Olga Valdivia Torres                     | chilenische Unternehmerin | 86/95      |        |
| 6. Oktober    | Alexander Wargon                         | australischer Ingenieur | 84         |        |
| 6. Oktober    | Piet Wijn                                | niederländischer Cartoonist | 81         |        |
| 7. Oktober    | Selma Al-Radi                            | irakische Archäologin und Anthropologin                                                                                          | 71         |        |
| 7. Oktober    | Metring David                            | philippinische Schauspielerin | 84 oder 90 | [ 9 ]  |
| 7. Oktober    | Roger Delcroix                           | belgischer Politiker | 82         |        |
| 7. Oktober    | Gail Dolgin                              | US-amerikanische Dokumentarfilmerin                                                                                              | 65         |        |
| 7. Oktober    | Eric Establie                            | französischer Höhlenforscher | 45         |        |
| 7. Oktober    | Ljupčo Jordanovski                       | mazedonischer Seismologe und Politiker                                                                                           | 57         |        |
| 7. Oktober    | T Lavitz                                 | US-amerikanischer Musiker, Komponist und Produzent                                                                               | 54         |        |
| 7. Oktober    | Ian Morris                               | neuseeländischer Gitarrist | 53         |        |
| 7. Oktober    | Necdet Öztorun                           | türkischer General | 85/86      |        |
| 7. Oktober    | Keiji Ohsawa                             | japanischer Baseballspieler | 78         |        |
| 7. Oktober    | Milka Planinc                            | jugoslawische Politikerin | 85         |        |
| 7. Oktober    | Peter Podehl                             | deutscher Schauspieler, Regisseur und Autor                                                                                      | 88         |        |
| 7. Oktober    | Werner Unterdörfel                       | deutscher Eisschnelllauftrainer                                                                                                  | 59         |        |
| 7. Oktober    | Willem Vogel                             | niederländischer Musiker und Komponist                                                                                           | 90         |        |
| 8. Oktober    | Reggie Leon Battise                      | US-amerikanischer Musiker | 55         |        |
| 8. Oktober    | Gilberto Cueva Fernández                 | peruanischer Musiker | 84         |        |
| 8. Oktober    | Liliana Díaz Carreño                     | argentinische Politikerin | ?          |        |
| 8. Oktober    | Agustín Domínguez Muñoz                  | spanischer Fußballfunktionär | 78         |        |
| 8. Oktober    | José Luis Forcada                        | spanischer Politiker | 86         |        |
| 8. Oktober    | Jim Fuchs                                | US-amerikanischer Leichtathlet                                                                                                   | 82         |        |
| 8. Oktober    | José Galán                               | mexikanischer Journalist | 53         |        |
| 8. Oktober    | Nils Hallberg                            | schwedischer Schauspieler | 89         |        |
| 8. Oktober    | Theo Harisch                             | österreichischer Szenenbildner und Maler bei Film und Fernsehen                                                                  | 90         |        |
| 8. Oktober    | John Huchra                              | US-amerikanischer Astronom | 61         |        |
| 8. Oktober    | Evert de Jager                           | niederländischer Schauspieler | 54/55      |        |
| 8. Oktober    | Reg King                                 | britischer Sänger | 65         |        |
| 8. Oktober    | Tato Menéndez                            | kubanischer Boxer | 75         |        |
| 8. Oktober    | Maurice Neligan                          | irischer Herzchirurg | 73         |        |
| 8. Oktober    | Mohammad Omar                            | afghanischer Gouverneur | ?          |        |
| 8. Oktober    | Oswaldo Osorio Canales                   | venezolanischer Politiker und Unternehmer                                                                                        | 71         |        |
| 8. Oktober    | Karl Prantl                              | österreichischer Bildhauer | 86         |        |
| 8. Oktober    | Isaia Rasila                             | fidschianischer Rugbyspieler | 42         |        |
| 8. Oktober    | Neil Richardson                          | britischer Komponist | ?          |        |
| 8. Oktober    | Togrul Schachtachtinski                  | aserbaidschanischer Chemiker | 84         |        |
| 8. Oktober    | Luigi Squarzina                          | italienischer Dramaturg und Theaterregisseur                                                                                     | 88         |        |
| 8. Oktober    | Albertina Walker                         | US-amerikanische Sängerin | 81         |        |
| 9. Oktober    | Peter Schütt                             | deutscher Forstwissenschaftler und Botaniker                                                                                     | 84         |        |
| 9. Oktober    | Maurice Allais                           | französischer Wirtschaftswissenschaftler                                                                                         | 99         |        |
| 9. Oktober    | Werner Buck                              | niederländischer Politiker | 85         |        |
| 9. Oktober    | Samuel Martin Burke                      | pakistanischer Diplomat und Autor                                                                                                | 104        |        |
| 9. Oktober    | Ricardo Cabrera                          | ecuadorianischer Tischtennisspieler                                                                                              | ?          |        |
| 9. Oktober    | Daniel Calderón                          | argentinischer Politiker | ?          |        |
| 9. Oktober    | Mashallah Amin Sorour                    | iranischer Radrennfahrer | 79         |        |
| 9. Oktober    | Félix Castro Verdugo                     | mexikanischer Boxer | 18         |        |
| 9. Oktober    | Edmund Chong                             | malaysischer Politiker | 54         |        |
| 9. Oktober ?  | Free Coekaerts                           | belgischer Politiker | 95         |        |
| 9. Oktober    | János Hajnal                             | italienisch-ungarischer Illustrator                                                                                              | 97         |        |
| 9. Oktober    | Karl Held                                | deutscher Marxist und Publizist                                                                                                  | 65/66      |        |
| 9. Oktober    | Christoph Hohlfeld                       | deutscher Musiktheoretiker und Komponist                                                                                         | 88         |        |
| 9. Oktober    | Kees van der Linden                      | niederländischer Politiker | 78         |        |
| 9. Oktober    | Mattis Mathiesen                         | norwegischer Fotograf und Kameramann                                                                                             | 86         |        |
| 9. Oktober    | Shintaro Miyawaki                        | japanischer Comic-Zeichner | 67         |        |
| 9. Oktober    | Alf van der Poorten                      | australischer Mathematiker | 68         |        |
| 9. Oktober    | Zecharia Sitchin                         | US-amerikanischer Schriftsteller                                                                                                 | 90         |        |
| 10. Oktober   | Reinhold Brinkmann                       | deutscher Musikwissenschaftler                                                                                                   | 76         |        |
| 10. Oktober   | Anja Buczkowski                          | österreichische Schauspielerin, Sprecherin und Regisseurin                                                                       | 80         |        |
| 10. Oktober   | Solomon Burke                            | US-amerikanischer Soul-Sänger | 70         | [ 10 ] |
| 10. Oktober   | Heino Cohrs                              | deutscher Schauspieler | 87         |        |
| 10. Oktober   | Ger Feeney                               | irischer Gaelic-Football-Spieler                                                                                                 | 57         |        |
| 10. Oktober   | William D. Finlay                        | irischer Bankmanager | 89         |        |
| 10. Oktober   | Eugenio Fuster Chepe                     | kubanischer Funktionär | 67         |        |
| 10. Oktober   | Mario Herrera                            | nicaraguanischer Guerillaführer                                                                                                  | ?          |        |
| 10. Oktober   | Hwang Jang-yop                           | nordkoreanischer Politiker | 87         |        |
| 10. Oktober   | Eric Joisel                              | französischer Origami-Künstler                                                                                                   | 53         |        |
| 10. Dezember  | Tōru Kitamura                            | japanischer Radrennfahrer | 50         |        |
| 10. Oktober   | Vicente López                            | nicaraguanischer Baseballspieler                                                                                                 | 65         |        |
| 10. Oktober   | Richard Lyon-Dalberg-Acton               | britischer Politiker | 69         |        |
| 10. Oktober   | Adán Martín Menis                        | spanischer Politiker | 66         |        |
| 10. Oktober   | Luis Oliva Moreno                        | peruanischer Sänger | 69         |        |
| 10. Oktober   | Rex Rabanye                              | südafrikanischer Musiker | 66         |        |
| 10. Oktober   | Jean-Paul Sarault                        | kanadischer Sportjournalist | 80         |        |
| 10. Oktober   | Jochen Schmidt                           | deutscher Publizist und Tanztheater-Experte                                                                                      | 74         |        |
| 10. Oktober   | Franz Schwarzenböck                      | deutscher Weihbischof | 87         |        |
| 10. Oktober   | Arno Semmel                              | deutscher Geograph und Geomorphologe                                                                                             | 81         |        |
| 10. Oktober   | Walter Staley                            | US-amerikanischer Reitsportler                                                                                                   | 77         |        |
| 10. Oktober   | Joan Sutherland                          | australische Sopranistin | 83         |        |
| 10. Oktober   | James Samuel Thomas                      | US-amerikanischer Bischof | 91         |        |
| 10. Oktober   | Georgia Turf-De Munter                   | belgische Politikerin | 89         |        |
| 10. Oktober   | Marcelino Vergara                        | spanischer Pelotaspieler | 67         |        |
| 11. Oktober ? | Nikolaos Artemiadis                      | griechischer Mathematiker | 93?        |        |
| 11. Oktober ? | Willem Breedveld                         | niederländischer Journalist | 65         |        |
| 11. Oktober   | Jérôme Dahan                             | französischer Komponist | 48         |        |
| 11. Oktober   | Sándor Faliszek                          | ungarischer Fußballspieler und -trainer                                                                                          | 67         |        |
| 11. Oktober   | Bill Harsha                              | US-amerikanischer Politiker | 89         |        |
| 11. Oktober   | Teresa Hoyos                             | spanische Kommunistin | 92         |        |
| 11. Oktober   | Marcel Lapierre                          | französischer Winzer | 60         |        |
| 11. Oktober   | Paul Moor                                | deutscher Schriftsteller | 86         | [ 11 ] |
| 11. Oktober   | Richard Morefield                        | US-amerikanischer Diplomat | 81         |        |
| 11. Oktober   | Jean Noblet                              | französischer Radrennfahrer | 90         |        |
| 11. Oktober   | Marian Opala                             | US-amerikanischer Jurist | 89         |        |
| 11. Oktober   | Freddy Pérez                             | venezolanischer Apnoetaucher | 22         |        |
| 11. Oktober   | Udo Ritgen                               | deutscher Offizier, zuletzt Brigadegeneral der Bundeswehr sowie Rechtsanwalt                                                     | 94         |        |
| 11. Oktober   | Georges Rutaganda                        | ruandischer Militär | 51         |        |
| 11. Oktober   | Robert Tishman                           | US-amerikanischer Unternehmer | 94         |        |
| 11. Oktober   | Harald Weiss-Bollandt                    | deutscher Verwaltungsjurist, Polizeipräsident in Frankfurt am Main                                                               | 70         |        |
| 11. Oktober   | Klaus Wilhelm Wiedfeld                   | deutscher Verleger | 80         |        |
| 12. Oktober   | Manuel Alexandre                         | spanischer Schauspieler | 92         |        |
| 12. Oktober   | Jorge Ardila Serrano                     | kolumbianischer Bischof | 85         |        |
| 12. Oktober   | Thelma Davidson de López                 | salvadorianische Unternehmerin                                                                                                   | 87/88      |        |
| 12. Oktober   | Werner Deutsch                           | deutscher Psychologe | 63         |        |
| 12. Oktober   | Heinz Draehn                             | deutscher Schauspieler | 88         |        |
| 12. Oktober   | James Falterman                          | US-amerikanischer Mediziner | 75         |        |
| 12. Oktober   | Gene Fondren                             | US-amerikanischer Lobbyist | 83         |        |
| 12. Oktober   | Hugo Armando Higuera                     | kolumbianischer Schauspieler | 70         |        |
| 12. Oktober   | Angelo Infanti                           | italienischer Schauspieler | 71         |        |
| 12. Oktober   | Dick Miles                               | US-amerikanischer Tischtennisspieler                                                                                             | 85         |        |
| 12. Oktober   | Woody Peoples                            | US-amerikanischer American-Football-Spieler                                                                                      | 67         |        |
| 12. Oktober ? | Paul Pesch                               | niederländischer Politiker | 86         |        |
| 12. Oktober   | Belva Plain                              | US-amerikanische Schriftstellerin                                                                                                | 95         |        |
| 12. Oktober   | Telésforo Ramos                          | peruanischer Politiker | 55         |        |
| 12. Oktober   | James W. Reese                           | US-amerikanischer Basketballspieler                                                                                              | 87         |        |
| 12. Oktober   | Jim Standard                             | US-amerikanischer Herausgeber | 70         |        |
| 12. Oktober   | Shayan Taleb                             | schwedisch-libanesischer Fußballspieler, Geschäftsmann und Spieleentwickler                                                      | 22         |        |
| 12. Oktober   | George R. Tilton                         | US-amerikanischer Geochemiker | 87         |        |
| 13. Oktober   | Benny Alexander                          | südafrikanischer Politiker | 55         |        |
| 13. Oktober   | Felio Andrade                            | kolumbianischer Politiker | 85         |        |
| 13. Oktober   | Juan Carlos Arteche                      | spanischer Fußballspieler | 53         |        |
| 13. Oktober   | Eddie Baily                              | englischer Fußballspieler | 85         |        |
| 13. Oktober   | Andrew Beazley                           | britischer Unternehmer | 57         |        |
| 13. Oktober   | Georges Beerden                          | belgischer Politiker | 72         |        |
| 13. Oktober   | Gérard Berliner                          | französischer Musiker | 54         |        |
| 13. Oktober   | Pamela Cantuarias Larrondo               | chilenische Journalistin | 58         |        |
| 13. Oktober   | José Casas Gris                          | spanischer Fußballspieler | 60         |        |
| 13. Oktober   | Carla Del Poggio                         | italienische Schauspielerin | 84         |        |
| 13. Oktober   | Isnard Wilhelm Frank                     | deutscher Ordensgeistlicher, katholischer Theologe, Professor für Mittlere und Neuere Kirchengeschichte an der Universität Mainz | 80         |        |
| 13. Oktober   | Mike Harden                              | US-amerikanischer Journalist | 64         |        |
| 13. Oktober   | Ien van den Heuvel                       | niederländische Politikerin | 83         |        |
| 13. Oktober   | Huddy 6                                  | US-amerikanischer Rapper | 33         |        |
| 13. Oktober   | Walther Jaenicke                         | deutscher Chemiker und Hochschullehrer                                                                                           | 89         |        |
| 13. Oktober   | General Norman Johnson                   | US-amerikanischer Soul-Sänger | 67         |        |
| 13. Oktober   | Jiří Křižan                              | tschechischer Drehbuchautor und Politiker                                                                                        | 68         |        |
| 13. Oktober   | P. Basil Lambros                         | US-amerikanischer Jurist | 86         |        |
| 13. Oktober   | Fred Luna                                | US-amerikanischer Politiker | 79         |        |
| 13. Oktober   | Hans Martini                             | kanadischer Jazzmusiker und Bandleader                                                                                           | 73         |        |
| 13. Oktober   | Marzieh                                  | iranische Sängerin | 86         |        |
| 13. Oktober   | Alberto Oliveras                         | spanischer Journalist | 80         |        |
| 13. Oktober   | José Antonio Presas                      | spanischer Leichtathletiktrainer                                                                                                 | 51         |        |
| 13. Oktober   | Andrés Recalde                           | paraguayischer Fußballspieler | 80         |        |
| 13. Oktober   | Bienvenido Rocca                         | venezolanischer Schauspieler | ca. 70     |        |
| 13. Oktober   | Gerónimo Sanso                           | argentinischer Jurist | ?          |        |
| 13. Oktober   | Stefan Sokolov                           | bulgarischer Volleyballtrainer                                                                                                   | 53         |        |
| 13. Oktober   | Longino Soto Pacheco                     | costa-ricanischer Mediziner | 87         |        |
| 13. Oktober   | Italo Tibaldi                            | italienisches NS-Opfer und Autor                                                                                                 | 83         |        |
| 13. Oktober   | Murray Wilson                            | US-amerikanischer Box-Manager | 72         |        |
| 14. Oktober   | Benno Artmann                            | deutscher Mathematiker | 77         |        |
| 14. Oktober   | Carlos Bareiro                           | paraguayischer Bürgerrechtler | 66         |        |
| 14. Oktober   | Rafael Flores Estrella                   | dominikanischer Politiker | 61         |        |
| 14. Oktober   | Jean Freeman                             | US-amerikanische Schwimmtrainerin                                                                                                | 60         |        |
| 14. Oktober   | Thomas Fuchsberger                       | deutscher Musiker, Komponist und Fotograf                                                                                        | 53         |        |
| 14. Oktober   | Juan García Ayala                        | argentinischer Unternehmer | 79         |        |
| 14. Oktober   | Ulrich Gut                               | Schweizer Verleger | 87         |        |
| 14. Oktober   | Herluf Jensen                            | US-amerikanischer Bischof | 87         |        |
| 14. Oktober   | Wilhelm Klingenberg                      | deutscher Mathematiker | 86         |        |
| 14. Oktober   | Helmut Krauch                            | deutscher Soziologe und Systemforscher                                                                                           | 83         |        |
| 14. Oktober   | Alain Le Bussy                           | belgischer Schriftsteller | 63         |        |
| 14. Oktober   | Johannes Leobacher                       | österreichischer Bankier | 45         |        |
| 14. Oktober   | José Raúl López López                    | kubanischer Fußballspieler | 41         |        |
| 14. Oktober   | Simon MacCorkindale                      | britischer Schauspieler und Filmemacher                                                                                          | 58         |        |
| 14. Oktober   | Steven Mackie                            | britischer Theologe, Ökumeniker und Friedensaktivist                                                                             | 82         |        |
| 14. Oktober   | Benoît Mandelbrot                        | US-amerikanischer Mathematiker                                                                                                   | 85         |        |
| 14. Oktober   | Rajan Mehra                              | indischer Cricket-Spieler | 77         |        |
| 14. Oktober   | James Mitchell                           | US-amerikanischer Filmeditor | 80         |        |
| 14. Oktober   | Heinrich Pleticha                        | deutscher Schriftsteller | 86         |        |
| 14. Oktober   | Carlos Quintanar                         | mexikanischer Basketballspieler                                                                                                  | 71         |        |
| 14. Oktober   | Constance Reid                           | US-amerikanische Historikerin | 92         |        |
| 14. Oktober   | Hermann Scheer                           | deutscher Politiker | 66         |        |
| 14. Oktober   | Larry Siegfried                          | US-amerikanischer Basketballspieler                                                                                              | 71         |        |
| 14. Oktober   | Tadeusz Styczeń                          | polnischer Theologe | 78         |        |
| 14. Oktober   | Adolfo Domingo Torres                    | argentinischer Mediziner | 66         |        |
| 14. Oktober   | Lu Wen-hsiung                            | taiwanischer Golfspieler | 41         |        |
| 14. Oktober   | Pablo Zuñiga                             | spanischer Journalist und Kritiker                                                                                               | 45         |        |
| 15. Oktober   | Alfonso Benecio Agudelo Domínguez        | kolumbianischer Musiker | 60         |        |
| 15. Oktober   | Malcolm Allison                          | englischer Fußballspieler und -trainer                                                                                           | 83         |        |
| 15. Oktober   | Noor Aziz                                | malayischer Fußballmanager und Politiker                                                                                         | 42         |        |
| 15. Oktober   | Gregorio Barreto Luna                    | mexikanischer Politiker | ?          |        |
| 15. Oktober   | Yalal Chin                               | malayischer Schauspieler | 67         |        |
| 15. Oktober   | Jim Dougal                               | nordirischer Journalist | 65         |        |
| 15. Oktober   | José Manuel Fínez                        | spanischer Jurist | 48         |        |
| 15. Oktober   | Susana Fontana                           | argentinische Journalistin | 77         |        |
| 15. Oktober   | Jorge Luis Garcia                        | US-amerikanischer Politiker | 57         |        |
| 15. Oktober   | Thomas Geider                            | deutscher Philologe | 57         |        |
| 15. Oktober   | Robert Glatzer                           | US-amerikanischer Filmkritiker                                                                                                   | 78         |        |
| 15. Oktober   | Carlos Ímaz Jahnke                       | mexikanischer Mathematiker | 77         |        |
| 15. Oktober   | Karl-Heinz Kerll                         | deutscher Sportfunktionär | 80         |        |
| 15. Oktober   | Vittorio Mascalchi                       | italienischer Maler | 74         |        |
| 15. Oktober   | Georges Mathé                            | französischer Mediziner | 88         |        |
| 15. Oktober   | Richard C. Miller                        | US-amerikanischer Fotograf | 98         |        |
| 15. Oktober   | Zofia Morawska                           | polnische Sozialaktivistin | 105        |        |
| 15. Oktober   | Floyd Oglesby                            | US-amerikanischer Politiker | 86         |        |
| 15. Oktober   | Fanny Puyesky                            | uruguayische Feministin | 71         |        |
| 15. Oktober   | Vera Rózsa                               | ungarisch-britische Sängerin und Gesangslehrerin                                                                                 | 93         |        |
| 15. Oktober   | Siegfried Schneider                      | deutscher Fußballspieler | 52         |        |
| 15. Oktober   | Johnny Sheffield                         | US-amerikanischer Schauspieler                                                                                                   | 79         |        |
| 15. Oktober   | Claude Vancoillie                        | belgischer Radsportmanager | 55         |        |
| 15. Oktober   | Gaspar Vílchez Suero                     | dominikanischer Politiker | ?          |        |
| 16. Oktober   | Dietrich Berke                           | deutscher Verlagslektor | 72         |        |
| 16. Oktober   | Barbara Billingsley                      | US-amerikanische Schauspielerin                                                                                                  | 94         |        |
| 16. Oktober   | Alfredo Bini                             | italienischer Filmproduzent | 83         |        |
| 16. Oktober   | Chao-Li Chi                              | US-amerikanischer Schauspieler                                                                                                   | 83         |        |
| 16. Oktober   | Juan Carlos Cisneros                     | argentinischer Verbandsfunktionär                                                                                                | ?          |        |
| 16. Oktober   | Mari Carmen Cuesta                       | spanische Widerstandskämpferin                                                                                                   | 87         |        |
| 16. Oktober   | Yannis Dalianides                        | griechischer Regisseur | 86         |        |
| 16. Oktober   | Andreas Digeser                          | deutscher Professor | 85         |        |
| 16. Oktober   | Eyedea                                   | US-amerikanischer Musiker | 28         |        |
| 16. Oktober   | Mamadou Fall Dabo                        | senegalesischer Maler | 59         |        |
| 16. Oktober   | Sixto Febus                              | puerto-ricanischer Maler | 92         |        |
| 16. Oktober   | Paulo Gilvan                             | brasilianischer Musiker | 81         |        |
| 16. Oktober   | Lise Girardin                            | Schweizer Politikerin | 89         |        |
| 16. Oktober   | Milan Gozew                              | bulgarischer Politiker | 104        |        |
| 16. Oktober   | Thomas Harlan                            | deutscher Autor und Regisseur | 81         |        |
| 16. Oktober   | Raif Jansz                               | sri-lankischer Badmintonspieler                                                                                                  | ~75        |        |
| 16. Oktober   | Friedrich Katz                           | österreichischer Ethnologe und Historiker                                                                                        | 83         |        |
| 16. Oktober ? | Ioannis Ladas                            | griechischer Politiker | 90?        |        |
| 16. Oktober   | Aldo Lazzarín Stella                     | italienischer Bischof | 83         |        |
| 16. Oktober   | Montfort Pemba                           | malawischer Fußballspieler | ?          |        |
| 16. Oktober   | Sandro Santos                            | brasilianischer Paralympics-Medaillengewinner                                                                                    | 33         |        |
| 16. Oktober   | Leigh Van Valen                          | US-amerikanischer Biologe | 75         |        |
| 17. Oktober   | Adam Brodecki                            | polnischer Eiskunstläufer | 61         |        |
| 17. Oktober   | Hans-Dieter Deppe                        | deutscher Wirtschaftswissenschaftler                                                                                             | 80         |        |
| 17. Oktober   | John Finlay                              | kanadischer Politiker | 81         |        |
| 17. Oktober   | Horst Fritsch                            | deutscher Politiker | 79         | [ 12 ] |
| 17. Oktober   | Karlheinz Gieseler                       | deutscher Sportfunktionär | 85         |        |
| 17. Oktober   | Finn Hald                                | norwegischer Künstler | 81         |        |
| 17. Oktober   | Jamil Hamad                              | palästinensischer Journalist | 72         |        |
| 17. Oktober   | Wolfgang Hillen                          | deutscher Mikrobiologe | 62         |        |
| 17. Oktober   | Philippe Jolly                           | französischer Musiker | 55         |        |
| 17. Oktober   | Robert Jones                             | US-amerikanischer Politiker | 66         |        |
| 17. Oktober   | Francesco Scardamaglia                   | italienischer Drehbuchautor und Filmproduzent                                                                                    | 65         |        |
| 17. Oktober   | Bruno H. Schubert                        | deutscher Unternehmer, Konsul und Mäzen                                                                                          | 90         | [ 13 ] |
| 17. Oktober   | Ambika Sawa                              | nepalesischer Politiker | 71         |        |
| 17. Oktober   | Dennis Taylor                            | US-amerikanischer Saxophonist | 56         |        |
| 17. Oktober   | Emmanuel Lê Phong Thuân                  | vietnamesischer Bischof | 79         |        |
| 17. Oktober   | Tibor Toró                               | rumänischer Physiker | 79?        |        |
| 17. Oktober   | Ken Wriedt                               | australischer Politiker | 83         |        |
| 18. Oktober   | Marion Brown                             | US-amerikanischer Musiker | 79         |        |
| 18. Oktober   | Reint de Boer                            | deutscher Bauingenieur | 74         |        |
| 18. Oktober   | Willy Dähnhardt                          | dänischer Bibliothekar | 70         |        |
| 18. Oktober   | Remo Germani                             | italienischer Sänger | 72         |        |
| 18. Oktober   | Hans Hägele                              | deutscher Fußballspieler | 70         |        |
| 18. Oktober   | Joachim Herz                             | deutscher Opernregisseur | 86         |        |
| 18. Oktober   | Mel Hopkins                              | walisischer Fußballspieler | 75         |        |
| 18. Oktober   | Jack Lemaire                             | US-amerikanischer Jazzmusiker, Schauspieler und Komiker                                                                          | 99         |        |
| 18. Oktober   | Alfonso Máiquez Martínez                 | spanischer Fußballfunktionär | 55         |        |
| 18. Oktober   | Monika Maetzel                           | deutsche Keramikkünstlerin | 93         |        |
| 18. Oktober   | Nagaoka Teruko                           | japanische Schauspielerin | 102        |        |
| 18. Oktober   | Armando Núñez                            | dominikanischer Mediziner | ?          |        |
| 18. Oktober   | Peng Chong                               | chinesischer Politiker | 95         |        |
| 18. Oktober   | Peter Poen                               | deutscher Trabrennfahrer und -trainer                                                                                            | 53         |        |
| 18. Oktober   | Paul Kurt Schwarz                        | österreichischer Maler und Hochschullehrer                                                                                       | 93         |        |
| 18. Oktober   | Alfons Senz                              | deutscher Politiker | 86         |        |
| 18. Oktober   | Jos De Seranno                           | belgischer Politiker | 82         |        |
| 18. Oktober   | Adelina Vázquez                          | kubanische Journalistin | 67/68      |        |
| 18. Oktober   | Josip Vončina                            | jugoslawischer bzw. kroatischer Slawist                                                                                          | 78         |        |
| 19. Oktober   | Aurora Aranda Esquivel                   | mexikanische Politikerin | 79         |        |
| 19. Oktober   | Robert-Henri Bautier                     | französischer Historiker | 88         |        |
| 19. Oktober   | Bino                                     | italienischer Schlagersänger | 57         |        |
| 19. Oktober   | Tom Bosley                               | US-amerikanischer Schauspieler                                                                                                   | 83         |        |
| 19. Oktober   | Joaquin Cabrera Juárez                   | mexikanischer Mediziner | ?          |        |
| 19. Oktober   | Lars-Erik Englund                        | schwedischer Generalleutnant und Befehlshaber der schwedischen Luftstreitkräfte (1988–1994)                                      | 76         |        |
| 19. Oktober   | Craig Charron                            | US-amerikanischer Eishockeyspieler                                                                                               | 42         |        |
| 19. Oktober   | Pieter Dolk                              | niederländischer Musiker | 94         |        |
| 19. Oktober   | Georg C. Ehrnrooth                       | finnischer Politiker | 84         |        |
| 19. Oktober   | René Goujon                              | französischer Boxtrainer | 85         |        |
| 19. Oktober   | Heinz Giese                              | deutscher Schauspieler | 91         |        |
| 19. Oktober   | Arne Krüger                              | deutscher Gastronom, Verleger und Sachbuchautor                                                                                  | 81         |        |
| 19. Oktober   | Philippe Levavasseur                     | französischer Fußballspieler | 64         |        |
| 19. Oktober   | Jacques G. Levesque                      | kanadischer Unternehmer und Filmproduzent                                                                                        | ?          |        |
| 19. Oktober   | André Mahé                               | französischer Radrennfahrer | 90         |        |
| 19. Oktober   | Kara Ndiaye                              | senegalesischer Künstler | ?          |        |
| 19. Oktober   | Rudi van der Paal                        | belgischer Unternehmer und Politiker                                                                                             | 85         |        |
| 19. Oktober   | José Passos Porto                        | brasilianischer Politiker | 86         |        |
| 19. Oktober   | Saigusa Mitsuyoshi                       | japanischer Indologe | 87         |        |
| 19. Oktober   | Tichon                                   | russischer Bischof | 47         |        |
| 19. Oktober ? | Roland Zaninetti                         | französischer Musiker | 82         |        |
| 20. Oktober   | David Añez Pedraza                       | bolivianischer Politiker | 84         |        |
| 20. Oktober   | Alfred Backs                             | deutscher Manager | 60         | [ 14 ] |
| 20. Oktober   | Juan Miguel Bákula                       | peruanischer Diplomat | 96         |        |
| 20. Oktober   | Francisco Batistela                      | brasilianischer Bischof | 79         |        |
| 20. Oktober   | Luis María Fernández Basualdo            | argentinischer Politiker | 62         |        |
| 20. Oktober   | Michael Boettge                          | deutscher Theater- und Fernsehschauspieler                                                                                       | 59         |        |
| 20. Oktober   | W. Cary Edwards                          | US-amerikanischer Politiker | 66         |        |
| 20. Oktober   | Herbert Enderton                         | US-amerikanischer Mathematiker                                                                                                   | 73/74      |        |
| 20. Oktober   | Bob Guccione                             | US-amerikanischer Zeitungsverleger und Filmproduzent                                                                             | 79         |        |
| 20. Oktober   | Eva Ibbotson                             | britische Schriftstellerin | 85         |        |
| 20. Oktober   | D. Geraint James                         | britischer Arzt und Fachmann für Sarkoidose                                                                                      | 88         |        |
| 20. Oktober   | Robert Katz                              | US-amerikanischer Autor | 77         |        |
| 20. Oktober   | Georg Kauffmann                          | deutscher Kunsthistoriker | 85         |        |
| 20. Oktober   | Max Kohnstamm                            | niederländischer Historiker und Diplomat                                                                                         | 96         |        |
| 20. Oktober   | Cassam Kureemun                          | mauretanischer Gewerkschaftsführer                                                                                               | 62         |        |
| 20. Oktober   | Jacques Laissue                          | Schweizer Maler | 70/71      |        |
| 20. Oktober   | Farooq Ahmad Khan Leghari                | pakistanischer Politiker und ehemaliger Staatspräsident                                                                          | 70         |        |
| 20. Oktober   | George Mallet                            | Politiker (St. Lucia) | 87         |        |
| 20. Oktober   | Jenny Oropeza                            | US-amerikanische Politikerin | 53         |        |
| 20. Oktober   | Robert Paynter                           | britischer Kameramann | 82         |        |
| 20. Oktober   | Harvey Phillips                          | US-amerikanischer Tubist | 80         |        |
| 20. Oktober   | Rudi Plugge                              | deutscher Schauspieler | 81         |        |
| 20. Oktober   | Francisco Polanco Ripoll                 | kolumbianischer Unternehmer und Politiker                                                                                        | 86         |        |
| 20. Oktober   | Mariana Rey Monteiro                     | portugiesische Schauspielerin | 87         |        |
| 20. Oktober   | Ari Up                                   | britische Musikerin | 48         | [ 15 ] |
| 20. Oktober   | Juan Vilar Díaz                          | kubanischer Regisseur und TV-Gründer                                                                                             | ?          |        |
| 21. Oktober   | Tito Abadíe                              | paraguayischer Politiker | ?          |        |
| 21. Oktober   | Antonio Alatorre                         | mexikanischer Philologe | 87/88      |        |
| 21. Oktober   | Uccio Aloisi                             | italienischer Sänger | 82         |        |
| 21. Oktober   | Txabi Basterretxea                       | spanischer Trickfilmregisseur | 55/56      |        |
| 21. Oktober   | Zwaantje van de Belt                     | niederländische Musikerin | 65         |        |
| 21. Oktober   | José Carbajal                            | uruguayischer Sänger und Songwriter                                                                                              | 66         |        |
| 21. Oktober   | Charles de Chambrun                      | französischer Politiker | 80         |        |
| 21. Oktober   | José Cruz Contreras                      | mexikanischer Politiker und Unternehmer                                                                                          | 87         |        |
| 21. Oktober   | Michele D’Ambrosio                       | italienischer Politiker | 66         |        |
| 21. Oktober   | Hermann Eberlein                         | deutscher Leichtathlet | 93         |        |
| 21. Oktober   | Christian Kandlbauer                     | österreichischer Kfz-Mechaniker                                                                                                  | 22         |        |
| 21. Oktober   | Herman Krott                             | niederländischer Radsport-„Manager“                                                                                              | 79         |        |
| 21. Oktober   | Kjell Landmark                           | norwegischer Schriftsteller und Politiker                                                                                        | 80         |        |
| 21. Oktober   | Adelino Morán                            | spanischer Unternehmer | 83         |        |
| 21. Oktober   | Beverly Newman                           | US-amerikanische Schauspielerin                                                                                                  | 88         |        |
| 21. Oktober   | Eduard Novák                             | tschechischer Eishockeyspieler                                                                                                   | 63         |        |
| 21. Oktober   | Rubén Nelson Piazza                      | argentinischer Politiker | 55         |        |
| 21. Oktober   | Boris Pilkin                             | russischer Turntrainer | 82         |        |
| 21. Oktober   | László Povázsai                          | ungarischer Fußballspieler | 72         |        |
| 21. Oktober   | Hannelore „Loki“ Schmidt                 | deutsche Botanikerin und Naturschützerin                                                                                         | 91         |        |
| 21. Oktober   | Chris Smildiger                          | niederländischer Jazzmusiker und Leichtathlet                                                                                    | 81         |        |
| 21. Oktober   | Cláudio Valério da Silva                 | brasilianischer Politiker | 65         |        |
| 21. Oktober   | Alexander Moksel                         | deutscher Unternehmer | 92         |        |
| 22. Oktober   | Alex Anderson                            | Trickfilm-Zeichner | 90         |        |
| 22. Oktober   | Mustapha Annane                          | algerischer Fußballspieler | 59         |        |
| 22. Oktober   | Arthur Brazier                           | US-amerikanischer Bischof | 89         |        |
| 22. Oktober   | Alí Chumacero                            | mexikanischer Schriftsteller | 92         |        |
| 22. Oktober   | John A. Focht                            | US-amerikanischer Geotechniker                                                                                                   | 87         |        |
| 22. Oktober   | S. Neil Fujita                           | US-amerikanischer Grafikdesigner                                                                                                 | 89         |        |
| 22. Oktober   | Kurt Härzschel                           | deutscher Politiker | 86         |        |
| 22. Oktober   | Helen Hunley                             | kanadische Politikerin | 90         |        |
| 22. Oktober ? | Paul Kemadjou                            | kamerunischer Sportfunktionär | ?          |        |
| 22. Oktober   | Yves Pardonnet                           | französischer Politiker | 71         |        |
| 22. Oktober   | Franz Raschid                            | deutscher Fußballspieler | 56         |        |
| 22. Oktober   | Wolfgang Saschowa                        | deutscher Pianist und Musikwissenschaftler                                                                                       | 80         |        |
| 22. Oktober   | Abderrahman Sbaï                         | marokkanischer Politiker | 70         |        |
| 22. Oktober   | Wolfgang P. Schmid                       | deutscher Sprachwissenschaftler                                                                                                  | 80         |        |
| 22. Oktober   | Denis Simpson                            | kanadischer Sänger und Schauspieler                                                                                              | 60         |        |
| 22. Oktober   | Kjell Stormoen                           | norwegischer Schauspieler | 89         |        |
| 22. Oktober   | Elsa Strizzi                             | argentinische Politikerin | 51         | [ 16 ] |
| 22. Oktober   | Arturo Tuzón                             | spanischer Fußballfunktionär | 82         |        |
| 22. Oktober   | René Villiger                            | Schweizer Grafiker und Maler | 79         |        |
| 23. Oktober   | Vince Banonis                            | US-amerikanischer American-Football-Spieler                                                                                      | 89         |        |
| 23. Oktober   | Irmingard von Bayern                     | deutsche Malerin und Autorin | 87         |        |
| 23. Oktober   | János Benyhe                             | ungarischer PEN-Generalsekretär                                                                                                  | 83         |        |
| 23. Oktober   | Ior Bock                                 | finnischer Schauspieler | 68         |        |
| 23. Oktober   | Fran Crippen                             | US-amerikanischer Schwimmer | 26         |        |
| 23. Oktober   | Francis Giraud                           | französischer Politiker | 78         |        |
| 23. Oktober   | Hugh Hayden                              | Automobilsport-Funktionär | ?          |        |
| 23. Oktober   | Dieter Heistermann                       | deutscher Politiker | 74         |        |
| 23. Oktober   | Lennart Johansson                        | schwedischer Eishockeyspieler und -trainer                                                                                       | 69         |        |
| 23. Oktober ? | Chhewang Nima                            | nepalesischer Bergsteiger | 43         |        |
| 23. Oktober   | José Ona de Echave                       | spanischer Wissenschaftler | 89         |        |
| 23. Oktober   | Heriberto Pazos                          | mexikanischer Indioführer | ?          |        |
| 23. Oktober   | Francisco Pérez González                 | argentinisch-spanischer Medienunternehmer (?)                                                                                    | 84         |        |
| 23. Oktober   | Antonio Pérez Meza                       | mexikanischer Musiker | ?          |        |
| 23. Oktober   | Luis Eduardo Roca Maichel                | kolumbianischer Militär | ?          |        |
| 23. Oktober   | Alexander Rothuber                       | deutscher Fußballspieler und -trainer                                                                                            | 79         |        |
| 23. Oktober   | Félix Sabal Lecco                        | kamerunischer Politiker und Lehrer                                                                                               | 91         |        |
| 23. Oktober   | Cristian Sánchez                         | mexikanischer Fußballspieler | ?          |        |
| 23. Oktober   | Mohamed Sanfo                            | burkinischer Fußballspieler | 24         |        |
| 23. Oktober   | Emma de Sigaldi                          | monegassische Künstlerin | 99         |        |
| 23. Oktober   | David Thompson                           | Premierminister von Barbados | 48         |        |
| 23. Oktober   | Gogu Tonca                               | rumänischer Fußballspieler und -trainer                                                                                          | 63         |        |
| 23. Oktober   | Werner Winsauer                          | österreichischer Politiker | 82         |        |
| 24. Oktober   | Keti Chomata                             | griechische Sängerin | 64         |        |
| 24. Oktober   | Mike Esposito                            | US-amerikanischer Comiczeichner                                                                                                  | 83         |        |
| 24. Oktober   | Georges Frêche                           | französischer Politiker | 72         |        |
| 24. Oktober   | Hernando García                          | kolumbianischer Fußballspieler                                                                                                   | 59         |        |
| 24. Oktober   | Fritz Grösche                            | deutscher Fußballtrainer | 69         |        |
| 24. Oktober   | Georges Haldas                           | Schweizer Schriftsteller | 93         |        |
| 24. Oktober   | Linda Hargrove                           | US-amerikanische Sängerin | 61         |        |
| 24. Oktober   | Weit Heuker                              | niederländischer Radsportler | 59         |        |
| 24. Oktober   | Andrew Holmes                            | britischer Ruderer | 51         |        |
| 24. Oktober   | Lamont Johnson                           | US-amerikanischer Filmregisseur                                                                                                  | 88         |        |
| 24. Oktober   | Carey Joyce                              | irischer Politiker | 88         |        |
| 24. Oktober   | Chanifa Mawljanowa                       | sowjetische bzw. russische Sopranistin und Musikpädagogin                                                                        | 86         |        |
| 24. Oktober   | Alex Oakley                              | kanadischer Geher | 84         |        |
| 24. Oktober   | Ignacio Ramírez de Haro                  | spanischer General | 92         |        |
| 24. Oktober   | Rosendo Rosell                           | kubanischer Künstler | 92         |        |
| 24. Oktober   | Walter Siegenthaler                      | Schweizer Mediziner | 86         |        |
| 24. Oktober   | Sylvia Sleigh                            | US-amerikanische Malerin | 94         |        |
| 24. Oktober   | David Stahl                              | US-amerikanischer Dirigent | 60         |        |
| 24. Oktober   | Joseph Stein                             | US-amerikanischer Dramatiker | 98         |        |
| 24. Oktober   | Yngve Jan Trede                          | dänischer Komponist | 76         |        |
| 24. Oktober   | Cery Toro                                | chilenische Journalistin | 66         |        |
| 24. Oktober   | Irma Urrea                               | mexikanische Keglerin | 83         |        |
| 25. Oktober   | Hans Arnold                              | schwedischer Illustrator | 85         |        |
| 25. Oktober   | Salvatore Boniello                       | italienischer Schriftsteller | 82         |        |
| 25. Oktober   | Helmut Josef Braun                       | deutscher Forstwissenschaftler                                                                                                   | 85         |        |
| 25. Oktober   | Buth                                     | belgischer Cartoonist | 91         |        |
| 25. Oktober   | Wolfgang Felix                           | deutscher Pharmakologe | 87         |        |
| 25. Oktober   | Aleksandar Flaker                        | jugoslawischer Literaturwissenschaftler                                                                                          | 86         |        |
| 25. Oktober   | Faustino González Cueva                  | spanischer Unternehmer | 79         |        |
| 25. Oktober   | Toshihiko Hayashi                        | japanischer Überlebender des Atombombenabwurfs auf Hiroshima                                                                     | 80/81      |        |
| 25. Oktober   | Gregory Isaacs                           | jamaikanischer Sänger | 59         |        |
| 25. Oktober   | Andrzej Konic                            | polnischer Theaterregisseur und Schauspieler                                                                                     | 84         |        |
| 25. Oktober   | Federico Guglielmo Lento                 | italienischer Politiker | 68         |        |
| 25. Oktober   | Andreas Maurer                           | österreichischer Politiker | 91         | [ 17 ] |
| 25. Oktober   | Aquiles Olivieri                         | argentinischer Fußballspieler | 67         |        |
| 25. Oktober   | Vesna Parun                              | kroatische Schriftstellerin | 88         |        |
| 25. Oktober   | Ana María Romero de Campero              | bolivianische Politikerin | 70         |        |
| 25. Oktober   | Walter Scherf                            | deutscher Komponist, Schriftsteller, Übersetzer                                                                                  | 90         |        |
| 25. Oktober   | Andrzej Tomaszewski                      | polnischer Kunsthistoriker, Denkmalpfleger und Architekt                                                                         | 76         |        |
| 26. Oktober   | Antonio Arzalán                          | argentinischer Politiker | ?          |        |
| 26. Oktober   | Alfred Buberl                            | österreichischer Journalist und Kfz-Historiker                                                                                   | 87         |        |
| 26. Oktober   | Llàtzer Escarceller                      | spanischer Schauspieler | 96         |        |
| 26. Oktober   | Vincenzo Giummarra                       | italienischer Politiker | 87         |        |
| 26. Oktober   | Judith Grauert                           | uruguayische Frauenrechtlerin?                                                                                                   | 77         |        |
| 26. Oktober   | David Lagmanovich                        | argentinischer Schriftsteller | 83         |        |
| 26. Oktober   | Miguel Peña Monegro                      | dominikanischer Politiker | ?          |        |
| 26. Oktober   | Petar Perović                            | jugoslawischer Handballspieler und -trainer                                                                                      | 81         |        |
| 26. Oktober   | James Phelps                             | US-amerikanischer Sänger | 78         |        |
| 26. Oktober   | Romeu Tuma                               | brasilianischer Politiker | 79         |        |
| 27. Oktober   | Jorge Alberto Álvarez                    | argentinischer Journalist | ?          |        |
| 27. Oktober   | Denise Borino-Quinn                      | US-amerikanische Schauspielerin                                                                                                  | 46         |        |
| 27. Oktober   | Pierre Boutet                            | kanadischer Sänger | 85         |        |
| 27. Oktober   | Carlos Orlando Cuellar Muñoz             | kolumbianischer Politiker | 35         |        |
| 27. Oktober   | Frédéric Darras                          | französischer Fußballspieler | 44         |        |
| 27. Oktober   | Alfons M. Dauer                          | deutsch-österreichischer Musikethnologe                                                                                          | 89         |        |
| 27. Oktober   | Jean Dupuy                               | französischer Rugbyspieler | 76         |        |
| 27. Oktober   | Fernando Garavito                        | kolumbianischer Schriftsteller                                                                                                   | 66         |        |
| 27. Oktober   | Lija Gurwitsch                           | sowjetische bzw. russische Elektrochemikerin und Werkstoffwissenschaftlerin                                                      | 96         |        |
| 27. Oktober   | Néstor Kirchner                          | argentinischer Politiker | 60         | [ 18 ] |
| 27. Oktober   | Luigi Macaluso                           | italienischer Manager | 62         |        |
| 27. Oktober   | Bartolomé Marín                          | spanischer Historiker und Maler                                                                                                  | 85         |        |
| 27. Oktober   | Saqr ibn Muhammad al-Qasimi              | Emir von Ra’s al-Chaima | 92         |        |
| 27. Oktober   | Owen B. Pickett                          | US-amerikanischer Politiker | 80         |        |
| 27. Oktober   | Joe Puryear                              | US-amerikanischer Bergsteiger | 37         |        |
| 27. Oktober   | Alberto Sanz Trelles                     | spanischer Historiker | 50         |        |
| 27. Oktober   | Joan Solà i Cortassa                     | spanischer Linguist, Romanist und Katalanist                                                                                     | 70         |        |
| 27. Oktober   | Paul-Ernst Strähle                       | deutscher Unternehmer und Automobilrennfahrer                                                                                    | 83         |        |
| 27. Oktober   | James Wall                               | US-amerikanischer Schauspieler                                                                                                   | 92         |        |
| 27. Oktober   | Ean Wood                                 | britischer Regisseur, Drehbuchautor und Biograf                                                                                  | 73         |        |
| 28. Oktober   | Isabella Abbott                          | US-amerikanische Biologin | 91         |        |
| 28. Oktober   | Jörg Albertz                             | deutscher Geodät und Kartograf                                                                                                   | 74         |        |
| 28. Oktober   | Jesús Mateo Calderón Barrueto            | peruanischer Bischof | 90         |        |
| 28. Oktober   | Jack Brokensha                           | australischer Jazzmusiker, Komponist und Arrangeur                                                                               | 84         |        |
| 28. Oktober   | Alfredo Castro Sierra                    | spanischer Mediziner | 67         |        |
| 28. Oktober   | Hans Dinger                              | deutscher Manager | 83         |        |
| 28. Oktober   | Břetislav Dolejší                        | tschechischer Fußballspieler | 82         |        |
| 28. Oktober   | Robert Ellenstein                        | US-amerikanischer Schauspieler                                                                                                   | 87         |        |
| 28. Oktober   | Stanisław Lenartowicz                    | polnischer Regisseur | 89         |        |
| 28. Oktober   | Eight-finger Eddie                       | US-amerikanischer Hippie | 85         |        |
| 28. Oktober   | Roderick Esquivel                        | panamaischer Politiker | 82         |        |
| 28. Oktober   | Erling Fløtten                           | norwegischer Schachfunktionär und Politiker                                                                                      | 72         |        |
| 28. Oktober   | Joaquín Giner Grau                       | spanischer Unternehmer | 83         |        |
| 28. Oktober   | Watts S. Humphrey                        | US-amerikanischer Softwareentwickler                                                                                             | 83         |        |
| 28. Oktober   | C. Robert Justmann                       | US-amerikanischer Politiker | 87         |        |
| 28. Oktober   | Gerard Kelly                             | schottischer Schauspieler | 51         |        |
| 28. Oktober   | James MacArthur                          | US-amerikanischer Schauspieler                                                                                                   | 72         |        |
| 28. Oktober   | Jonathan Motzfeldt                       | grönländischer Politiker | 72         |        |
| 28. Oktober   | Ehud Netzer                              | israelischer Archäologe | 76         |        |
| 28. Oktober   | Walter Payton                            | US-amerikanischer Jazzbassist und Musikpädagoge                                                                                  | 68         |        |
| 28. Oktober   | Karlheinz Pfarr                          | deutscher Bauingenieur und Ökonom                                                                                                | 83         |        |
| 28. Oktober ? | Jannis Sakellarakis                      | griechischer Archäologe | 74         |        |
| 28. Oktober   | John E. Sekula                           | US-amerikanischer Gitarrist | 41         |        |
| 28. Oktober   | Rudolf Strasser                          | österreichischer Rechtswissenschaftler und Universitätsprofessor                                                                 | 87         |        |
| 28. Oktober   | Raul Henrique Castro e Silva de Vincenzi | brasilianischer Basketballspieler und Diplomat                                                                                   | ≈92        |        |
| 29. Oktober   | Gerhard Beyer                            | deutscher Sportschütze, Trainer und Kampfrichter                                                                                 | 69         |        |
| 29. Oktober   | Marcelino Camacho                        | spanischer Gewerkschaftsführer                                                                                                   | 92         |        |
| 29. Oktober   | Ronnie Clayton                           | englischer Fußballspieler | 76         |        |
| 29. Oktober   | Geoffrey Crawley                         | britischer Fotograf und Autor | >80        |        |
| 29. Oktober ? | Sônia Dutra                              | brasilianische Schauspielerin | 72         |        |
| 29. Oktober   | Alexei Fridmann                          | russischer Physiker | 70         |        |
| 29. Oktober   | Aldo Giordano                            | argentinischer Politiker | ?          |        |
| 29. Oktober ? | Karl Hengelmüller                        | österreichischer Politiker | 83         |        |
| 29. Oktober   | Hans-Jürgen Heß                          | deutscher Politiker und Gewerkschafter                                                                                           | 75         |        |
| 29. Oktober   | Benno von Heynitz                        | deutscher Jurist | 85         |        |
| 29. Oktober   | Israel Katz                              | israelischer Politiker | 82         |        |
| 29. Oktober   | Ludwik Jerzy Kern                        | polnischer Schriftsteller | 89         |        |
| 29. Oktober   | Vojislav Korać                           | jugoslawischer Architekturhistoriker                                                                                             | 86         |        |
| 29. Oktober   | Lo Madièye                               | senegalesischer Fußballspieler                                                                                                   | 78         |        |
| 29. Oktober   | Antonio Mariscal                         | mexikanischer Turmspringer | 95         |        |
| 29. Oktober   | Bärbel Mohr                              | deutsche Autorin | 46         |        |
| 29. Oktober   | Bernard Musson                           | französischer Schauspieler | 85         |        |
| 29. Oktober   | Bernard de Nonancourt                    | französischer Unternehmer | 90         |        |
| 29. Oktober   | Pedro Otón Hernández                     | spanischer Sprecher für Behinderte mit dem Down-Syndrom                                                                          | 59         |        |
| 29. Oktober   | Harald von Petrikovits                   | deutscher Provinzialrömischer Archäologe und Althistoriker                                                                       | 99         |        |
| 29. Oktober   | Karlo Sakandelidze                       | georgischer Schauspieler | 82         |        |
| 29. Oktober   | Udo Schroeder                            | deutscher Politiker | 73         |        |
| 29. Oktober   | Takeshi Shudō                            | japanischer Autor | 61         |        |
| 29. Oktober   | Gresham M. Sykes                         | US-amerikanischer Soziologe und Kriminologe                                                                                      | 88         |        |
| 29. Oktober   | James R. Soles                           | US-amerikanischer Politikwissenschaftler                                                                                         | 75         |        |
| 30. Oktober   | Kirk Abella                              | philippinischer Schauspieler | 32         |        |
| 30. Oktober   | Vicente Blanco                           | spanisch-kolumbianischer Journalist                                                                                              | 57         |        |
| 30. Oktober   | Jewgeni Bogdanow                         | ukrainischer Schachkomponist | 58         |        |
| 30. Oktober   | Romano Bonagura                          | italienischer Bobfahrer | 80         |        |
| 30. Oktober   | Leopoldo Alfredo Bravo                   | argentinischer Diplomat | 50         |        |
| 30. Oktober   | Gerhard Bueß                             | deutscher Mediziner | 62         | [ 19 ] |
| 30. Oktober   | Edouard Carpentier                       | französischer Ringer und Wrestler                                                                                                | 84         |        |
| 30. Oktober   | George Hickenlooper                      | US-amerikanischer Filmregisseur                                                                                                  | 47         |        |
| 30. Oktober   | Jim Hunter                               | US-amerikanischer Motorsportfunktionär                                                                                           | 71         |        |
| 30. Oktober   | Wilhelm Kentmann                         | Kirchenrat und | 86         |        |
| 30. Oktober   | Gabriela Kownacka                        | polnische Schauspielerin | 58         |        |
| 30. Oktober   | John Michael Krois                       | US-amerikanischer Philosoph und Herausgeber                                                                                      | 66         |        |
| 30. Oktober   | Bautista Larriestra                      | argentinischer Automobil-Rennfahrer                                                                                              | 86         |        |
| 30. Oktober   | Ananías Maidana                          | paraguayischer Politiker | 87         |        |
| 30. Oktober   | Mario Miguel Mollari                     | argentinischer Künstler | 80         |        |
| 30. Oktober   | Alfredo Morales Cartaya                  | kubanischer Politiker | 62         |        |
| 30. Oktober   | Harry Mulisch                            | niederländischer Schriftsteller                                                                                                  | 83         |        |
| 30. Oktober   | Nachi Nozawa                             | japanischer Schauspieler | 72         |        |
| 30. Oktober   | Papi Peña                                | dominikanischer Künstler | 53         |        |
| 30. Oktober   | Helmut Schmidt                           | deutscher Sportfunktionär | 90         |        |
| 30. Oktober   | Mateus Feliciano Augusto Tomás           | angolanischer Bischof | 52         |        |
| 31. Oktober   | Michel d’Aillières                       | französischer Politiker | 86         |        |
| 31. Oktober   | Evelyn Baghcheban                        | iranische Opernsängerin | 82         |        |
| 31. Oktober   | Max Barandun                             | Schweizer Leichtathlet | 68         |        |
| 31. Oktober   | Hilde Bock                               | deutsche Keramikkünstlerin | 93         |        |
| 31. Oktober   | Manfred Bock                             | deutscher Leichtathlet | 69         |        |
| 31. Oktober   | Carla Duval                              | spanische Schauspielerin | 46         |        |
| 31. Oktober   | Hans Høegh                               | norwegischer Rot-Kreuz-Präsident und UN-Funktionär                                                                               | 84         |        |
| 31. Oktober   | Vito Lattanzio                           | italienischer Politiker | 84         |        |
| 31. Oktober   | Maurice Lucas                            | US-amerikanischer Basketballspieler                                                                                              | 58         |        |
| 31. Oktober   | Moncho Miérez                            | argentinischer Musiker | 68         |        |
| 31. Oktober   | Hans Raaflaub                            | Schweizer Schriftsteller | 82         |        |
| 31. Oktober   | Heinrich Riebesehl                       | deutscher Photograph | 72         |        |
| 31. Oktober   | Lorenzo Ripoll                           | spanischer Journalist | 76         |        |
| 31. Oktober   | Bruce Robinson                           | kanadischer Sportfunktionär | 65         |        |
| 31. Oktober   | John L. Selfridge                        | US-amerikanischer Mathematiker                                                                                                   | 83         |        |
| 31. Oktober   | Alfredo Smaldini                         | Schweizer Komiker und Clown | 90         |        |
| 31. Oktober   | János Simon                              | ungarischer Basketballspieler | 81         |        |
| 31. Oktober   | Ted Sorensen                             | US-amerikanischer Politikberater und Autor                                                                                       | 82         |        |
| 31. Oktober   | Gerd Thielen                             | deutscher Bauingenieur | 68         |        |
| 31. Oktober   | Luis Treviño Medrano                     | mexikanischer Jurist | 81         |        |
| 31. Oktober   | Branco Weiss                             | Schweizer Unternehmer und Mäzen                                                                                                  | 81         |        |
| 31. Oktober   | Artie Wilson                             | US-amerikanischer Baseballspieler                                                                                                | 90         |        |
|               | Lisa Blount                              | US-amerikanische Schauspielerin und Filmproduzentin                                                                              | 53         |        |
|               | Serge Pedini                             | französischer Fußballspieler | 86         |        |